# Napaaktoktok River
Napaaktoktok River är ett vattendrag i Kanada.   Det ligger i territoriet Nunavut, i den centrala delen av landet, 3 300 km nordväst om huvudstaden Ottawa.
Omgivningarna runt Napaaktoktok River är i huvudsak ett öppet busklandskap. Trakten runt Napaaktoktok River är nära nog obefolkad, med mindre än två invånare per kvadratkilometer.